# Bouchamps-lès-Craon
Bouchamps-lès-Craon är en kommun i departementet Mayenne i regionen Pays de la Loire i nordvästra Frankrike. Kommunen ligger i kantonen Craon som tillhör arrondissementet Château-Gontier. År 2022 hade Bouchamps-lès-Craon 611 invånare.

## Befolkningsutveckling
Antalet invånare i kommunen Bouchamps-lès-Craon
| Referens: INSEE |